# Pickles
Pickles (1962–1967) – pies, mieszaniec o czarno-białym umaszczeniu, znany z odnalezienia skradzionego w 1966 Pucharu Rimeta.
Puchar Rimeta skradziony został 20 marca 1966 z wystawy rzadkich znaczków w Londynie, w Westminster Central Hall, na kilka miesięcy przed rozegraniem w Anglii mistrzostw świata w piłce nożnej. Trofeum zostało zapakowane w gazetę i ukryte w żywopłocie ogrodowym w Belulah Hill w południowym Londynie. Tydzień po kradzieży na paczkę natrafił przypadkiem Pickles podczas spaceru. Jego właściciel, David Corbett, mimo obaw, że w gazecie może być ukryta bomba, rozpakował ją i po odkryciu zawartości zawiadomił policję. Po zdobyciu przez reprezentację Anglii mistrzostwa świata Pickles został zaproszony na bankiet.
Pies udusił się rok później zaplątaną smyczą podczas pościgu za kotem.